# Serhiivka, Vilneansk
Serhiivka (în ucraineană Сергіївка) este un sat în comuna Mîhailivka din raionul Vilneansk, regiunea Zaporijjea, Ucraina.

## Demografie
Componența lingvistică a localității Serhiivka
     Ucraineană (72,22%)
     Rusă (27,78%)
Conform recensământului din 2001, majoritatea populației localității Serhiivka era vorbitoare de ucraineană (72,22%), existând în minoritate și vorbitori de rusă (27,78%).